# Gobernación de Stávropol
La gobernación de Stávropol (en ruso: Ставропольская губерния) era una división administrativa del Imperio ruso y después de la R.S.F.S. de Rusia, con capital en la ciudad de Stávropol. Creada el 2 de mayo de 1847 a partir de la óblast del Cáucaso, la gobernación existió hasta 1918 con la proclamación de la República Soviética de Stávropol.

## Geografía
La gobernación de Stávropol se ubicaba al norte del Cáucaso, limitaba (en el sentido de las agujas de un reloj a partir del norte) por la óblast del Ejército del Don, la gobernación de Astracán, las óblasts del Terek y del Kubán.
El territorio del gobierno se encuentra hoy en día incluido esencialmente en el krai de Stávropol.

## Subdivisiones administrativas
Al principio del siglo XX la gobernación de Stávropol estaba dividida en cinco uyezds (distritos) y un territorio: Alexandrovskoie, Medvejié, Blagodarny, Stávropol, Praskoveia y el territorio de los pueblos nómadas.

## Población
En 1897 la población del gobierno era de 873 301 habitantes, de los cuales 55,2 % eran rusos, 36,6 % eran ucranianos y 2,3 % eran nogayos.